# 688

## Nașteri
- 23 august: Carol Martel  (d. 741)

## Decese
- dată necunoscută: Perctarit al longobarzilor  (n. 645)